# آرالبای
آرالبای (انگلیسی: Aralbay) یک شهرک در شهرستان کوگارچینسکی جمهوری باشقیرستان در کشور روسیه است.